# Ramphocaenus
Ramphocaenus är ett fågelsläkte i familjen myggsnappare inom ordningen tättingar. Släktet omfattar endast två arter som tidigare behandlades som en och samma art:
- Drillknottsmyg (Ramphocaenus melanurus)
- Tjatterknottsmyg (Ramphocaenus sticturus)